# 大勝院 (松戸市)
大勝院（だいしょういん）は、千葉県松戸市にある真言宗豊山派の寺院。

## 概略と沿革
1480年（文明13年）か1506年（永正3年）に開山した。元々は根木内城内の祈願所として建てられた。
1530年（享禄3年）、高城氏が本拠地を小金城に移したことに伴い、現在地に移転した。
当寺は教学道場とされたため、これまでに多くの学僧を輩出している。また地元の子弟教育にも力を注ぎ、幼稚園「大勝院幼稚園」を開設している。
当寺の入口に掛けられている「遠矢山」の額は細川護煕の筆によるものである。

## 交通アクセス
- JR東日本常磐線北小金駅北口より徒歩約13分（経路案内）。